# Chigaluru, Alur
Chigaluru là một làng thuộc tehsil Alur, huyện Hassan, bang Karnataka, Ấn Độ.